# Triomphant-Klasse
Die Triomphant-Klasse ist eine Klasse von vier nuklear getriebenen Raketen-U-Booten (SSBN) der französischen Marine, die seit 1997 in Dienst steht.

## Geschichte
Die strategischen Atom-U-Boote (SSBN) bilden den maritimen Teil der französischen Nuklearstreitkräfte. Ihr Heimathafen ist der Marinestützpunkt Île Longue bei Brest. 
Die Triomphant-Klasse wurde im März 1986 als Ersatz für die Redoutable-Klasse bestellt. Sie wird im Französischen als SNLE-NG (Sous-Marin Nucléaire Lanceur d'Engins de Nouvelle Génération) bezeichnet, was etwa Neue Generation Raketen tragender Atom-U-Boote bedeutet. Triomphant sind wesentlich leiser als ihre Vorgänger und haben eine empfindlichere Sonarausrüstung. Ursprünglich waren sechs mit M-5-Raketen bewaffnete U-Boote geplant. Nach dem Ende des Kalten Krieges wurde der Umfang der Klasse um zwei Einheiten gekürzt. Die ersten drei Einheiten waren mit M-45-Raketen bewaffnet. Später wurden diese drei Einheiten im Rahmen des Programms IPER /adaptation au missile M51 auf das modernere Waffensystem M 51 umgerüstet. Le Terrible, als vierte und letzte Einheit, war von Beginn an mit Raketen M 51 ausgerüstet.
Das Typschiff Le Triomphant absolvierte im Februar 1995 einen erfolgreichen Unterwasserstart einer M 45. Ein Test des nuklearen Sprengkopfs dieser Raketen fand 1995/1996 bei den bisher letzten französischen Kernwaffentests auf Mururoa trotz massiver internationaler Proteste statt.
Seit der Außerdienststellung der L’Inflexible im Jahr 2006 sind nur noch Boote der Triomphant-Klasse im Dienst der französischen Nuklearstreitkräfte.
Im Februar 2021 begann die Entwicklung der Nachfolgeklasse, Projektbezeichnung: SNLE 3G, welche die Schiffe der Triomphant-Klasse ab 2035 ersetzen sollen.

## Zwischenfälle
Anfang Februar 2009 stieß die Le Triomphant im Atlantik mit dem britischen U-Boot HMS Vanguard zusammen; beide Schiffe wurden leicht beschädigt, die Le Triomphant konnte am 4. Februar mit eigener Kraft nach Brest zurückkehren, die Vanguard nach Faslane-on-Clyde.

## Einheiten
| Kennung | Name          | Kiellegung        | Stapellauf         | Indienststellung   |
| ------- | ------------- | ----------------- | ------------------ | ------------------ |
| S 616   | Le Triomphant | 6. September 1989 | 26. März 1994      | 23. März 1997      |
| S 617   | Le Téméraire  | 18. Dezember 1993 | 21. Januar 1998    | 23. Dezember 1999  |
| S 618   | Le Vigilant   | April 1997        | 19. September 2003 | 26. November 2004  |
| S 619   | Le Terrible   | 24. Oktober 2000  | 21. März 2008      | 20. September 2010 |